# Умм-эль-Кайвайн (город)
Умм-эль-Кайва́йн (араб. أم القيوين‎, источник сил) — город в Объединённых Арабских Эмиратах, административный центр эмирата Умм-эль-Кайвайн.
Население города составляет 44,411 человек (2020). Город занимает 8-е место по количеству населения в ОАЭ.
С давних пор прославился как центр рыболовного промысла в регионе.
Расположен на полуострове Персидского залива. Центральная часть города находится в глубине набережной, которая пролегает вдоль всего полуострова. Здесь располагаются административные здания, банки, компании разных отраслей.
Знаменит город Морским исследовательским центром, здание которого сложено из коралловых камней. Есть в городе также форт, сторожевые башни, мечеть постройки XIX века, аквапарк Dreamland. Среди памятников истории и архитектуры — старая городская стена и главные ворота города.
В городе есть морской порт.
Рыбная ловля — ключевой фактор в экономике Умм-аль-Кувейн, Эмират экспортирует морепродукты по всей Европе и на Ближний Восток.
Первая птицефабрика в ОАЭ была открыта в Фаладж-Аль-Муалла.
Считается ключевым поставщиком мяса птицы и молочных продуктов на местный рынок.
Строительство порта Ахмеда бин Рашида и зоны свободной торговли свидетельствует о планах эмирата по расширению своей коммерческой и инвестиционной базы.